# Diamantino García
Diamantino García Acosta (Ituero de Azaba, Salamanca, 24 de octubre de 1943 — Sevilla, 9 de febrero de 1995), conocido como El cura de los pobres,  fue un cura obrero y sindicalista español, miembro fundador del Sindicato de Obreros del Campo. Su hermana Asunción es presidenta de la Asociación Pro Derechos Humanos del Menor.

## Biografía
Su familia, de origen salmantino, emigró al barrio de Cerro del Águila en Sevilla, un barrio netamente obrero y de emigrantes de los pueblos en torno a la gran fábrica textil HYTASA.
Diamantino García estudió bachillerato en el instituto San Isidoro y posteriormente ingresó en el seminario de Sevilla para ordenarse como sacerdote. Para costearse los estudios, trabaja como obrero en Barcelona, en las minas de Asturias y en una fábrica de conservas en Bélgica. Tras ser ordenado presbítero, es enviado a la comarca de la Sierra Sur de Sevilla, con un nombramiento conjunto y en equipo pastoral con otros tres compañeros: Enrique Priego a Pedrera, Juan Heredia a Gilena, Miguel Pérez a Martín de la Jara y Diamantino a Los Corrales, un pueblo de 4.000 habitantes, tierra de latifundios, jornaleros sin tierra y de emigrantes temporeros. Es allí donde comenzó dispuesto a ejercer su actividad al servicio de los pobres, sumándose a otros curas como Esteban Tabares, párroco de Aguadulce.
Al ver como gran parte de los habitantes de Los Corrales emigraban a Navarra a participar en la recogida del espárrago, dado el desempleo masivo que acumulaba la zona, decidió unirse y convertirse en jornalero y temporero, renunciando a su sueldo como cura.
En 1976 fundó, con un grupo de jornaleros el que se encontraban Diego Cañamero y Juan Manuel Sánchez Gordillo, el Sindicato de Obreros del Campo (SOC), protagonista y dinamizador de las luchas de los jornaleros del campo en Andalucía. En 1979 fundó la Candidatura Unida de los Trabajadores (CUT) como brazo político del sindicato, para presentarse a las elecciones municipales de ese año.
En 1991 fundó la Asociación Andaluza de Derechos Humanos, lo cual fue reconocido con la distinción de la Medalla de plata de Andalucía en 1993. Fue presidente de la misma hasta su muerte, dedicando sus últimos años a la defensa de los derechos humanos, la erradicación de la pobreza y el trabajo en favor de los inmigrantes; labores que compaginó con la de párroco de las localidades de Los Corrales y Martín de la Jara.
Siempre desechó los puestos políticos ofrecidos, como por ejemplo, ejercer de Defensor del Pueblo Andaluz, que le propusieron unos meses antes de morir de cáncer en 1995.
En 2016 el cineasta Jesús Ponce realiza un telefilme sobre su figura y su obra titulada "Diamantino".